# Technická univerzita Berlín
Technická univerzita Berlín (německy Technische Universität Berlin, do roku 1946 německy Technische Hochschule Berlin) je technická vysoká škola založená roku 1770 v Berlíně. Vzdělává se na ní 28 247 studentů (leden 2009).

## Fakulty
- Duchovní vědy
- Matematika a přírodní vědy
- Procesní vědy
- Elektrotechnika a informatika
- Doprava a strojírenství
- Plánování, výstavba a životní prostředí
- Hospodářství a management